# Alfred Zech

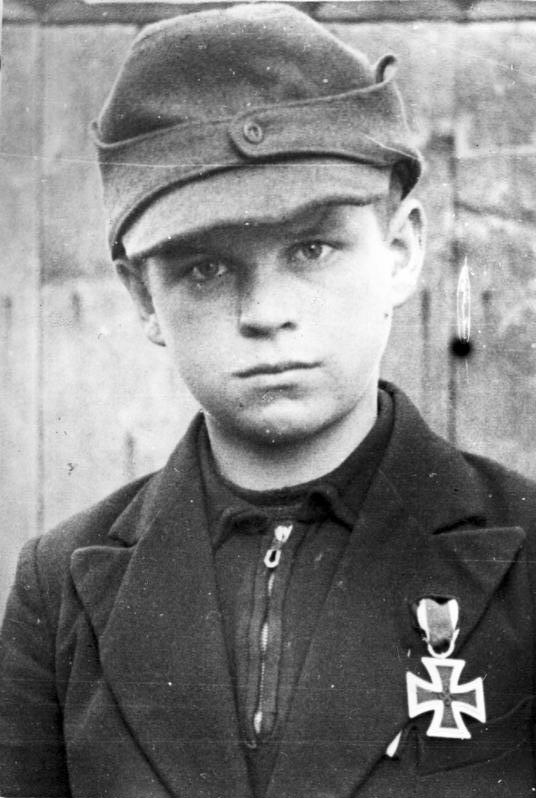
De twaalfjarige Hitlerjunge Alfred Zech verwierf in 1945 het IJzeren Kruis 2e Klasse

Alfred Zech of Czech (Goldenau, 12 oktober 1932 – Hückelhoven-Kleingladbach, 13 juni 2011) was een mijnwerker en bouwvakker. Hij werd in Duitsland (Silezië) geboren maar werd na de annexatie van zijn geboortegrond Pool en later, in West-Duitsland, weer Duitser.
In het voorjaar van 1945 zetten de nazi's in de strijd tegen de oprukkende Russische troepen zelfs het "Jungvolk", de jongere jaargangen van de Hitlerjugend in als soldaat. De jonge Alfred Zech redde acht in benauwenis gebrachte en gewonde Duitse soldaten. Daarvoor werd hem het IJzeren Kruis 1939, 2e klasse toegekend.
Op 20 maart 1945 (en dus niet op 20 april, de dag van Adolf Hitlers verjaardag) werden 19 jongens door Reichsjugendführer Artur Axmann opgesteld op de binnenplaats van de al zwaar beschadigde Rijkskanselarij in Berlijn. Voor het laatst voor de ogen van de filmcamera's kwam Hitler uit zijn bunker om alle jongens met het IJzeren Kruis te decoreren. Toen Zech, de jongste van hen, aan de beurt was, kneep Hitler de jongen speels in zijn wang.
Na een maaltijd met Hitler in de bunker werden Zech en de andere jongens naar een opleiding gestuurd. Zij leerden geweren en Panzerfausten gebruiken. In Freudenthal in het Sudetenland raakte Zech gewond. Hij werd krijgsgevangen gemaakt en kon pas in 1947 terugkeren naar zijn ouders. Zijn vader bleek te zijn omgekomen in de strijd met de Russen.
Zech gooide het IJzeren Kruis later weg om problemen met de Russische bezetter of de communistische partij te voorkomen. De filmopname met Hitler had hem wereldberoemd gemaakt en hij kon de consequenties van zijn ontmoeting met Hitler niet ontlopen. Hij werd na thuiskomst gearresteerd maar werd snel weer vrijgelaten.
Na terugkeer naar zijn geboortegrond, inmiddels deel van Polen, werd Zech mijnwerker. Hij emigreerde in 1964 naar de Bondsrepubliek Duitsland, waar hij bouwvakker werd. Hij huwde en kreeg tien kinderen en twintig kleinkinderen.

## Onderscheidingen
- IJzeren Kruis 1939, 2e klasse
- Gewondeninsigne 1939 in zwart